# 皮爾區教育局
皮爾區教育局（字面翻譯：皮爾區區學校董事會，縮寫：PDSB）是安大略省皮爾區的教育局，总部在密西沙加HJA Brown Education Centre。PDSB有196个小学和37个高中。 PDSB也有151,072名学生（106,820名小学生和44,252名高中生）。

## 中学

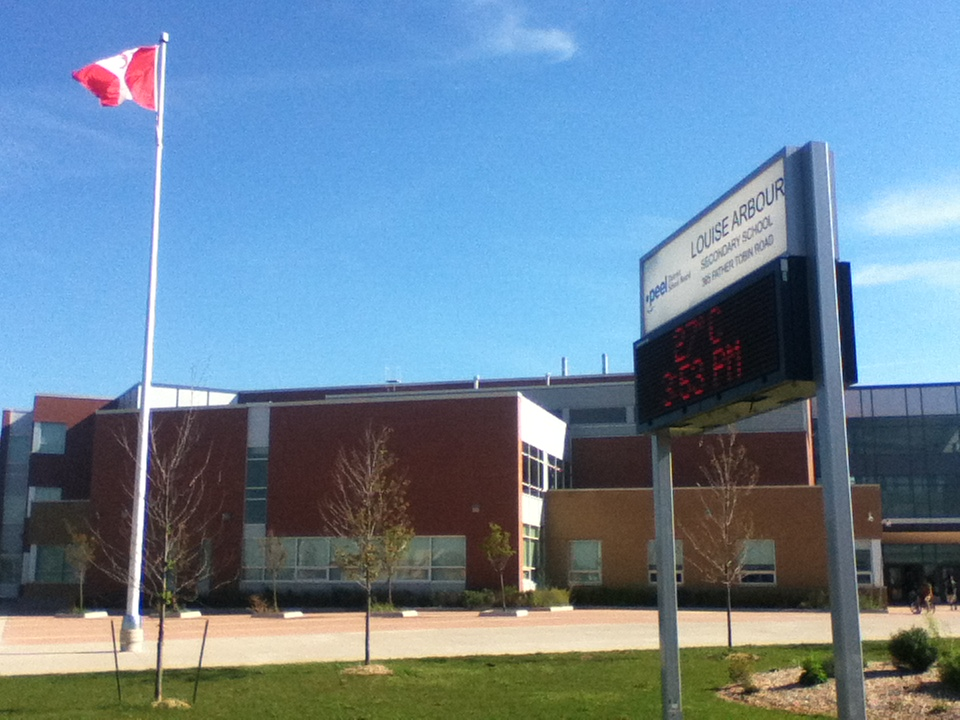
路易斯·艾伯中学

- 路易斯·艾伯中学